# André Picquot
Pour les articles homonymes, voir Picquot.
André Picquot, né le 24 avril 1908 à Lucey et décédé le 24 octobre 1980 dans la même ville, est un homme politique français.

## Biographie
Viticulteur, André Picquot est nommé maire de la petite commune de Lucey par le régime de Vichy, en 1942. Il est confirmé à cette fonction lors des élections municipales qui se déroulent après la Libération, et réélu systématiquement par la suite.
Président du comice agricole de Toul, membre de la chambre d'agriculture départementale de Meurthe-et-Moselle, il est en 1956 candidat aux législatives, sur la liste menée par François Valentin. Mais, placé en cinquième position, il n'est pas élu.
Deux ans plus tard, il devient suppléant de Valentin, élu député avec le soutien du CNI, et lui succède automatiquement au Palais-Bourbon après le décès de ce dernier, en octobre 1961. Bien que nettement plus favorable à la politique gaulliste que la majorité des élus du CNI, il siège au sein du groupe de ce parti, les Indépendants et paysans d'action sociale.
En 1962, il fait partie des élus de droite qui ne votent pas la censure contre le gouvernement de Georges Pompidou. Aux législatives qui suivent, provoquées par la dissolution de l'Assemblée nationale, Picquot se représente et est élu député dès le premier tour, avec 50,2 % des voix. Naturellement, il s'inscrit au groupe des Républicains indépendants, qui rassemble les anciens CNI soutenant la majorité gaulliste.
A l'assemblée, outre les questions agricoles, qui l'intéressent particulièrement et sur lesquelles il prône une politique du prix minimum, il se préoccupe du devenir du personnel civil des bases américaines, notamment celles de Nancy et Toul, fermées à la suite de la décision de De Gaulle de quitter le commandement intégré de l'OTAN.
Candidat en 1967 sous l'étiquette des Républicains indépendants, soutenant explicitement les orientations libérales de Valéry Giscard d'Estaing, il est réélu, mais au second tour, du fait de la candidature du centriste Jean Quenette, avec 53 % des voix.
L'année suivante, il accepte de n'être que le suppléant du candidat gaulliste, Christian Fouchet, sortant de la première circonscription, qui se présente cette fois-ci dans la cinquième et est élu dès le premier tour. La solidarité avec la majorité, mais aussi peut-être l'espoir de voir Fouchet nommé au gouvernement, ce qui permettrait à Picquot de continuer de siéger à l'assemblée nationale, expliquent ce geste.
Fouchet, cependant, prend de plus en plus de distance avec Georges Pompidou, et voit s'éloigner la perspective d'un retour au gouvernement. En 1972, Picquot est élu conseiller général de Meurthe-et-Moselle.
En 1973, le même duo se représente, et obtient malgré tout l'investiture de l'UDR. Lorsque, du fait de la mort de Fouchet, en août 1974, Picquot retrouve le Palais-Bourbon, il siège parmi les non-inscrits, avant de rejoindre les Républicains indépendants en octobre 1974.
Il se retire cependant progressivement de la vie politique. En 1977, il abandonne la mairie de Lucey, et l'année suivante, ne se représente pas aux législatives, laissant l'investiture de la majorité giscardienne à Marcel Bigeard.
Il meurt en 1980, à l'âge de 72 ans.

### Postérité
Une école maternelle à Lucey et une résidence de personnes âgées à Toul portent son nom.